# Blindia hyperborea
Blindia hyperborea là một loài rêu trong họ Seligeriaceae. Loài này được (Gunnerus ex With.) Kindb. mô tả khoa học đầu tiên năm 1883.